# كلارنس إي. أنتوني
كلارنس إي. أنتوني (بالإنجليزية: Clarence E. Anthony)‏ هو سياسي أمريكي، ولد في 10 أكتوبر 1959.